# NGC 5501
NGC 5501 is een spiraalvormig sterrenstelsel in het sterrenbeeld Maagd. Het hemelobject werd op 13 april 1828 ontdekt door de Britse astronoom John Herschel.

## Synoniemen
- MCG 0-36-27
- ZWG 18.78
- PGC 50724